# Ehsan Nasari
Ehsan Nasari, född 1981 i  Iran, är en svensk politiker (centerpartist) bosatt i Uppsala. Han är sedan oktober 2022 kommunalråd för Centerpartiet i Uppsala kommun.
Nasari har bakgrund som entreprenör och VD på contentbyrån Populates, en roll som han klivit av i samband med kommunalvalet 2022.
Han har ett tandläkarexamen från Umeå universitet, är utbildad Planner från Berghs School of Communication och har studerat ekonomi på Uppsala universitet.